# Campeonato de Fórmula Truck de 2015
O Campeonato de Fórmula Truck de 2015 foi a 20ª temporada de Fórmula Truck. A temporada começou em 1º de março em Caruaru e terminou no dia 6 de dezembro na cidade de Londrina.
O campeão foi o piloto paranaense Leandro Totti, com um caminhão MAN - Volkswagen, o vice foi Paulo Salustiano.

## Calendário e resultados
No dia da última corrida de 2014, o calendário de 2015 foi anunciado, mas ainda desconhecido com corridas que valiam  para o Campeonato Brasileiro e outras que contavam também para o Campeonato Sul-Americano.
| Etapa | Circuito                                        | Época          | Pole Position    | Volta rápida     | Vencedor          | Equipa            |
| ----- | ----------------------------------------------- | -------------- | ---------------- | ---------------- | ----------------- | ----------------- |
| 1     | Autódromo Internacional Ayrton Senna (Caruaru)  | 1 de Março     | Felipe Giaffone  | Felipe Giaffone  | Felipe Giaffone   | MAN Latin America |
| 2     | Autódromo Internacional Orlando Moura           | 12 de Abril    | Felipe Giaffone  | Leandro Totti    | Leandro Totti     | RM Competições    |
| 3     | Autódromo Internacional Ayrton Senna (Londrina) | 17 de Maio     | Felipe Giaffone  | Felipe Giaffone  | Felipe Giaffone   | MAN Latin America |
| 4     | Velopark                                        | 14 de Junho    | Paulo Salustiano | Djalma Fogaça    | Paulo Salustiano  | ABF Mercedes-Benz |
| 5     | Autódromo Internacional Ayrton Senna (Goiânia)  | 12 de Julho    | Leandro Totti    | Leandro Totti    | Leandro Totti     | RM Competições    |
| 6     | Autódromo Internacional de Santa Cruz do Sul    | 9 de Agosto    | Paulo Salustiano | Paulo Salustiano | Paulo Salustiano  | ABF Mercedes-Benz |
| 7     | Autódromo Internacional de Curitiba             | 13 de Setembro | Felipe Giaffone  | Paulo Salustiano | Leandro Totti     | RM Competições    |
| 8     | Autódromo Internacional de Guaporé              | 4 de Outubro   | Djalma Fogaça    | André Marques    | Wellington Cirino | ABF Mercedes-Benz |
| 9     | Autódromo Internacional de Cascavel             | 8 de Novembro  | Felipe Giaffone  | Felipe Giaffone  | Felipe Giaffone   | MAN Latin America |
| 10    | Autódromo Internacional Ayrton Senna (Londrina) | 6 de Dezembro  | Felipe Giaffone  | David Muffato    | Paulo Salustiano  | ABF Mercedes-Benz |